# Bulbophyllum hassallii
Bulbophyllum hassallii är en orkidéart som beskrevs av Paul J. Kores. Bulbophyllum hassallii ingår i släktet Bulbophyllum och familjen orkidéer. Inga underarter finns listade i Catalogue of Life.